# أوروبا أولا
كانت أوروبا أولاً، والمعروفة أيضًا باسم ألمانيا أولاً ، العنصر الأساسي للاستراتيجية الكبرى التي اتفقت عليها الولايات المتحدة والمملكة المتحدة خلال الحرب العالمية الثانية بعد انضمام الولايات المتحدة إلى الحرب في ديسمبر 1941. وبموجب هذه السياسة، سوف تستخدم الولايات المتحدة والمملكة المتحدة غلبة مواردهما لإخضاع ألمانيا النازية في أوروبا أولاً. وفي الوقت نفسه، فإنهم سوف يخوضون معركة ضد اليابان في المحيط الهادئ، باستخدام موارد أقل. بعد هزيمة ألمانيا - التي تعتبر التهديد الأعظم للمملكة المتحدة والاتحاد السوفييتي - أصبح من الممكن تركيز جميع قوات الحلفاء ضد اليابان.
في مؤتمر أركاديا الذي عقد في ديسمبر/كانون الأول 1941 بين الرئيس فرانكلين روزفلت ورئيس الوزراء ونستون تشرشل في واشنطن، بعد وقت قصير من دخول الولايات المتحدة الحرب، تم تأكيد قرار استراتيجية "أوروبا أولاً". ومع ذلك، تشير الإحصاءات الأميركية إلى أن الولايات المتحدة خصصت قدراً أكبر من الموارد في الجزء الأول من الحرب لوقف تقدم اليابان، ولم تكن هناك غلبة واضحة للموارد الأميركية المخصصة لهزيمة ألمانيا إلا في عام 1944.

## الاستراتيجية الكبرى
كانت ألمانيا تشكل التهديد الأساسي للمملكة المتحدة، وخاصة بعد سقوط فرنسا في عام 1940، حيث استطاعت ألمانيا السيطرة على معظم بلدان أوروبا الغربية، تاركة المملكة المتحدة وحدها لمحاربة ألمانيا. تم تجنب التهديد الألماني بغزو المملكة المتحدة، في عملية أسد البحر، بسبب فشلها في إثبات التفوق الجوي في معركة بريطانيا، وبسبب ضعفها الواضح في القوة البحرية. وفي الوقت نفسه، أصبحت الحرب مع اليابان في شرق آسيا تبدو محتملة بشكل متزايد. ورغم أن الولايات المتحدة لم تكن في حالة حرب بعد، فقد اجتمعت مع المملكة المتحدة في عدة مناسبات لوضع استراتيجيات مشتركة. في تقرير مؤتمر هيئة الأركان الأمريكية البريطانية الصادر في 29 مارس 1941، اتفق الأميركيون والبريطانيون على أن أهدافهم الاستراتيجية كانت: (1) "الهزيمة المبكرة لألمانيا باعتبارها العضو السائد في المحور مع بذل الجهد العسكري الرئيسي للولايات المتحدة في منطقة الأطلسي وأوروبا"؛ و(2) "الدفاع الاستراتيجي في الشرق الأقصى".
وهكذا، اتفق الأميركيون مع البريطانيين في الاستراتيجية الكبرى "أوروبا أولاً" (أو "ألمانيا أولاً") في تنفيذ العمليات العسكرية في الحرب العالمية الثانية. كانت المملكة المتحدة تخشى من أنه إذا تحولت الولايات المتحدة من تركيزها الرئيسي في أوروبا إلى منطقة المحيط الهادئ (اليابان)، فقد يتمكن هتلر من سحق الاتحاد السوفييتي، ومن ثم يصبح حصناً لا يقهر في أوروبا. إن الجرح الذي لحق بالولايات المتحدة نتيجة للهجوم الياباني على الولايات المتحدة في بيرل هاربور في السابع من ديسمبر/كانون الأول عام 1941 لم يسفر عن تغيير في السياسة الأميركية. سارع تشرشل إلى واشنطن بعد وقت قصير من بيرل هاربور لحضور مؤتمر أركاديا للتأكد من أن الأميركيين لن يفكروا مرتين في مسألة أوروبا أولاً. في عام 1941، عين روزفلت جون جيلبرت وينانت سفيراً لدى بريطانيا، وظل وينانت في هذا المنصب حتى استقالته في مارس/آذار 1946. في كتاب صدر عام 2010 بعنوان "مواطنو لندن: الأميركيون الذين وقفوا مع بريطانيا في أحلك ساعاتها وأفضلها"، وصفت المؤلفة لين أولسون وينانت بأنه غيّر بشكل كبير موقف الولايات المتحدة كسفير عندما خلف السفير المؤيد للاسترضاء جوزيف كينيدي الأب. في ربيع عام 1941، خدم أفريل هاريمان الرئيس فرانكلين روزفلت كمبعوث خاص إلى أوروبا وساعد في تنسيق برنامج الإعارة والتأجير. وأكدت الدولتان أنه "على الرغم من دخول اليابان في الحرب، فإن وجهة نظرنا تظل أن ألمانيا لا تزال العدو الرئيسي وأن هزيمتها هي مفتاح النصر. وبمجرد هزيمة ألمانيا، فلا بد أن يتبع ذلك انهيار إيطاليا وهزيمة اليابان".

## الولايات المتحدة
كانت استراتيجية أوروبا أولاً، بالتزامن مع "إجراءات الصمود" ضد اليابان في المحيط الهادئ، مقترحة في الأصل على روزفلت من قبل الجيش الأمريكي في عام 1940. عندما أعلنت ألمانيا الحرب على الولايات المتحدة في الحادي عشر من ديسمبر/كانون الأول عام 1941، واجهت الولايات المتحدة تحدياً يتمثل في كيفية توزيع الموارد بين مسرحي الحرب المنفصلين. من ناحية أخرى، هاجمت اليابان الولايات المتحدة بشكل مباشر في بيرل هاربور، وكانت البحرية اليابانية تهدد أراضي الولايات المتحدة بطريقة لم تكن ألمانيا، التي تمتلك أسطولاً سطحياً محدوداً، قادرة على القيام بها. ومن ناحية أخرى، اعتُبرت ألمانيا التهديد الأقوى والأكثر خطورة على أوروبا؛ وكان القرب الجغرافي لألمانيا من المملكة المتحدة والاتحاد السوفييتي يشكل تهديدًا أكبر بكثير لبقائهما.
قبل الهجوم على بيرل هاربور، توقع المخططون الأميركيون احتمال اندلاع حرب على جبهتين. كان رئيس العمليات البحرية هارولد رينسفورد ستارك هو مؤلف مذكرة خطة الكلب، التي دعت إلى التركيز على تحقيق النصر في أوروبا مع البقاء في موقف دفاعي في المحيط الهادئ. ومع ذلك، وعلى الرغم من الطمأنينة التي قدمتها الولايات المتحدة للمملكة المتحدة، فإن القلق المباشر لدى الولايات المتحدة كان موجها نحو اليابان. وكما قال رئيس أركان الجيش الجنرال جورج مارشال في وقت لاحق: "لقد كان لدينا فهم عادل لما ينبغي علينا القيام به بدلاً من ضرورة الانخراط في محادثات مطولة... هذا الفهم، الذي تضمن الاعتراف بأن ألمانيا كانت العدو الرئيسي وأن الجهد الرئيسي سيُبذل في البداية في أوروبا، لم يكن قابلاً للتطبيق في الوضع الحالي. كان من الأهمية بمكان الآن ضرورة كبح جماح اليابانيين". ومع ذلك، دعا مارشال وغيره من الجنرالات الأميركيين إلى غزو شمال أوروبا في عام 1943، وهو ما رفضه البريطانيون. بعد أن ضغط تشرشل من أجل الإنزال في شمال إفريقيا الفرنسية في عام 1942، اقترح مارشال بدلاً من ذلك على روزفلت أن تتخلى الولايات المتحدة عن استراتيجية ألمانيا أولاً وتتولى الهجوم في المحيط الهادئ. رفض روزفلت الاقتراح قائلاً إنه لن يساعد روسيا بأي شكل من الأشكال. وبفضل دعم روزفلت، وعدم قدرة مارشال على إقناع البريطانيين بتغيير رأيهم، تم تحديد موعد عملية الشعلة في وقت لاحق من ذلك العام في يوليو 1942.
ظلت استراتيجية أوروبا أولاً سارية المفعول طوال الحرب، لكن مصطلحي "الاستمرار في العمل" و"الهجوم المحدود" في المحيط الهادئ كانا عرضة للتفسير والتعديل من قبل كبار القادة العسكريين الأميركيين وفي مؤتمرات قادة الحلفاء. لقد سيطر الوضع الاستراتيجي في المحيط الهادئ والمتطلبات اللوجستية ذات الصلة على تصرفات الولايات المتحدة بعد دخولها الحرب، مما أدى إلى التركيز الأولي على المحيط الهادئ. حتى في المراحل اللاحقة من الحرب، كانت هناك منافسة شديدة على الموارد مع توسع العمليات في كلتا المنطقتين.

## المعارضة
ولم تلق استراتيجية "أوروبا أولاً" استحساناً من جانب فصائل الجيش الأميركي، مما أدى إلى دق إسفين بين البحرية والجيش. في حين كان أميرال أسطول البحرية الأمريكية إرنست كينج مؤمنًا قويًا بمبدأ "أوروبا أولاً"، على عكس التصورات البريطانية، فإن عدوانه الطبيعي لم يسمح له بترك الموارد خاملة في المحيط الأطلسي والتي يمكن الاستفادة منها في المحيط الهادئ، خاصة عندما "كان من المشكوك فيه متى - إن حدث - أن توافق بريطانيا على عملية عبر القنال". اشتكى كينج ذات مرة من أن المحيط الهادئ يستحق 30% من موارد الحلفاء ولكنه يحصل على 15% فقط، وربما يرجع ذلك جزئيًا إلى عدم توافق الرجلين،  وقد أدى النفوذ المشترك لكينج والجنرال دوجلاس ماكارثر إلى زيادة تخصيص الموارد لحرب المحيط الهادئ.

ووصف الجنرال هاستينجز إسماي، رئيس أركان ونستون تشرشل، كينج بأنه:
كان صلبًا كالمسامير ويحمل نفسه بقوة مثل مكواة البخار. لقد كان صريحًا ومتحفظًا، إلى حد الوقاحة تقريبًا. في البداية، كان متعصبًا ومتشككًا في كل شيء بريطاني، وخاصة البحرية الملكية؛ لكنه كان أيضًا متعصبًا ومتشككًا في الجيش الأمريكي. كانت الحرب ضد اليابان هي المشكلة التي كرس لها دراستها طوال حياته، وكان يستاء من فكرة استخدام الموارد الأميركية لأي غرض آخر غير تدمير اليابان. لقد كان يشك في قدرة تشرشل على المناصرة، وكان يخشى أن يتمكن من إقناع الرئيس روزفلت بإهمال الحرب في المحيط الهادئ.
في مؤتمر الدار البيضاء الذي عقد في يناير 1943، اتهم المشير السير آلان بروك، رئيس هيئة الأركان العامة الإمبراطورية، كينغ بتفضيل حرب المحيط الهادئ، واحتدم الجدل. كتب الجنرال الأمريكي جوزيف ستيلويل: "لقد أصبح بروك سيئًا، وأصبح كينج مؤلمًا للغاية ... يا إلهي، لقد كان غاضبًا. كنت أتمنى لو أنه ضربه".
كان الشعب الأمريكي يؤيد اتخاذ إجراء مبكر ضد اليابان. وفي أحد استطلاعات الرأي العام القليلة التي أجريت أثناء الحرب، في فبراير/شباط 1943، قال 53% من الأميركيين إن اليابان هي "العدو الرئيسي" مقارنة بـ 34% اختاروا ألمانيا. وأظهر استطلاع لاحق أن 82% من الأميركيين يعتقدون أن اليابانيين كانوا "أكثر قسوة في قلوبهم" من الألمان. ونتيجة للتهديد المباشر والحاجة إلى احتواء تقدم اليابان عبر المحيط الهادئ، تجاوزت الموارد الأميركية المخصصة لهزيمة اليابان في البداية تلك المخصصة لأوروبا. خلال الأشهر الستة الأولى من الحرب، نشر الجيش الأمريكي أكثر من 300 ألف جندي في الخارج في المحيط الهادئ، بينما تم إرسال أقل من 100 ألف جندي إلى أوروبا. كان أول هجوم كبير للولايات المتحدة خلال الحرب العالمية الثانية في المحيط الهادئ: غوادالكانال في أغسطس 1942. وفي الوقت نفسه، هاجمت القوات الأسترالية اليابانيين ودفعتهم إلى التراجع في حملة كوكودا في غينيا الجديدة.

## تحليل
تم نشر ثلاث فرق من الجيش الأمريكي في أستراليا ونيوزيلندا في فبراير ومارس 1942 بناء على طلب تشرشل حتى تتمكن الفرق من تلك البلدان من البقاء في العمليات في الشرق الأوسط. ومن خلال هذا الانتشار الضخم في المحيط الهادئ، ساعدت الولايات المتحدة استراتيجية أوروبا أولاً من خلال الدفاع عن أستراليا ونيوزيلندا، وبالتالي تمكين القوات ذات الخبرة من تلك البلدان من البقاء منتشرة ضد القوات الألمانية. ومع ذلك، فإن عجز الحليفين عن غزو شمال أوروبا الذي تسيطر عليه ألمانيا في عام 1943 سمح للولايات المتحدة بالحفاظ على عدد أكبر من القوات العسكرية ضد اليابان مقارنة بألمانيا خلال العامين الأولين من مشاركة الولايات المتحدة في الحرب. وبحلول شهر ديسمبر/كانون الأول 1943، كان التوازن متكافئا تقريبا. في مواجهة اليابان، نشرت الولايات المتحدة 1,873,023 رجلًا، و7,857 طائرة، و713 سفينة حربية. في مواجهة ألمانيا، بلغ العدد الإجمالي 1,810,367 رجلاً، و8,807 طائرة، و515 سفينة حربية. في أوائل عام 1944، أدى الحشد العسكري للقوات الأمريكية لغزو فرنسا إلى تحول ميزان الموارد الأمريكية تجاه المسرح الأوروبي وجعل شعار أوروبا أولاً حقيقة واقعة. ومع ذلك، وعلى الرغم من توجه أغلب الموارد الأميركية إلى أوروبا في عام 1944، فإن الولايات المتحدة كانت لا تزال تمتلك موارد كافية لشن عدة عمليات عسكرية كبرى في المحيط الهادئ في ذلك العام: سايبان (يونيو/حزيران 1944)؛ وغوام (يوليو/تموز 1944)؛ وبيليليو (سبتمبر/أيلول 1944)؛ وتحرير الفلبين في ليتي في أكتوبر/تشرين الأول 1944.
في عامي 1944 و1945، تحول ميزان الموارد الأميركية بشكل كبير نحو أوروبا حيث أصبحت استراتيجية أوروبا أولاً حقيقة واقعة وليس مجرد هدف معلن. مع نهاية الحرب في أوروبا، كان لدى الجيش الأمريكي 47 فرقة في أوروبا و21 فرقة، بالإضافة إلى 6 فرق من مشاة البحرية في المحيط الهادئ. تم نشر 78% من القوى العاملة في الجيش والقوات الجوية ضد ألمانيا مقابل 22% في المحيط الهادئ. كانت خطة غزو اليابان تتضمن نقل 15 فرقة أوروبية (والقوة الجوية الثامنة) إلى المحيط الهادئ.
إن النظرة غير النقدية القائلة بأن "أوروبا أولاً" هي التي أملت تخصيص الموارد طوال الحرب تسببت في دفع العديد من العلماء إلى التقليل من شأن الموارد المطلوبة لهزيمة اليابان. على سبيل المثال، ذكر المؤرخ إتش بي ويلموت أن الولايات المتحدة "خصصت ما يزيد قليلاً على ربع إجمالي جهدها الحربي للنضال ضد اليابان". قد يكون هذا تقديرًا أقل من الواقع ولا يأخذ في الاعتبار أنه وفقًا للإحصاءات الرسمية الأمريكية، تم نشر 70% من البحرية الأمريكية وجميع قوات مشاة البحرية في المحيط الهادئ بالإضافة إلى 22% من الجيش المنتشرين في المحيط الهادئ وقت استسلام ألمانيا في مايو 1945.

## فهرس
1. ↑  Stoler، Mark A. "George C. Marshall and the "Europe-First" Strategy, 1939–1951: A Study in Diplomatic as well as Military History" (PDF). اطلع عليه بتاريخ 2016-04-04.
2. ↑  Husen، editor, David T. Zabecki ; assistant editors, Carl O. Schuster, Paul J. Rose, William H. Van (1999). World War II in Europe : an encyclopedia. Garland Pub. ص. 1270. ISBN:9780824070298. مؤرشف من الأصل في 2023-02-03. {{استشهاد بكتاب}}: |الأول= باسم عام (مساعدة)صيانة الاستشهاد: أسماء متعددة: قائمة المؤلفين (link)
3. ↑  Mackenzie، S.P. (2014). The Second World War in Europe: Second Edition. Routledge. ص. 54–55. ISBN:978-1317864714. مؤرشف من الأصل في 2023-02-03.
4. ↑  Ward، Geoffrey C.؛ Burns، Ken (2014). "The Common Cause: 1939-1944". The Roosevelts: An Intimate History. Knopf Doubleday Publishing Group. ص. 402. ISBN:978-0385353069.
5. 1 2  Routledge Handbook of US Military and Diplomatic History. Hoboken: Taylor and Francis. 2013. ص. 135. ISBN:9781135071028. مؤرشف من الأصل في 2024-12-03.
6. ↑  Gray, Anthony W. Jr. (1997). "Chapter 6: Joint Logistics in the Pacific Theater". في Alan Gropman (المحرر). The Big 'L' — American Logistics in World War II. Washington, D.C.: National Defense University Press. مؤرشف من الأصل في 2024-12-24. اطلع عليه بتاريخ 2007-12-30.
7. ↑  Morison، Samuel Eliot (1957). History of United States Naval Operations in World War II. Vol. XI: Invasion of France & Germany: 1944–1945. لتل وبراون وشركاؤهما  [لغات أخرى]‏. ص. 13–14. ISBN:0-316-58311-1.{{استشهاد بكتاب}}:  صيانة الاستشهاد: علامات ترقيم زائدة (link)
8. ↑  Simkin, John. "Ernest King". Spartacus Educational. مؤرشف من الأصل في 2007-12-29. اطلع عليه بتاريخ 2007-12-30.
9. 1 2  Gray, Anthony W. Jr. (1997). "Chapter 6: Joint Logistics in the Pacific Theater". في Alan Gropman (المحرر). The Big 'L' — American Logistics in World War II. Washington, D.C.: National Defense University Press. مؤرشف من الأصل في 2024-12-24. اطلع عليه بتاريخ 2007-12-30.Gray, Anthony W. Jr. (1997). "Chapter 6: Joint Logistics in the Pacific Theater". In Alan Gropman (ed.). The Big 'L' — American Logistics in World War II. Washington, D.C.: National Defense University Press. Retrieved 2007-12-30.
10. ↑  Pogue، Forrest C. (1973). George C. Marshall: Organizer of Victory 1943–1945. Viking Adult. ص. 305. ISBN:0-670-33694-7.